# Vavrinecz Mór
Vavrinecz Mór (Cegléd, 1858. július 18. – Budapest, 1913. augusztus 16.) zeneszerző, a budavári Mátyás-templom karnagya, a Nemzeti Zenede tanára volt.

## Életpályája
Cseh származású családba született, Vavrinecz Ignác, m. kir. államvasúti főszámvizsgáló és Radler Erzsébet gyerekeként. Zenei műveltségét autodidaktaként, zeneelméleti ismereteit a családi emlékezet szerint könyvekből szerezte meg, de rövid ideig Volkmann Róbert magántanítványa is volt.
1886. október 1-én, 28 évesen lett a Mátyás templom karnagya, s ezt az állást haláláig megtartotta. Állása kezdetben csak névleges volt, mert akkor még folyt a templom Schulek Frigyes által vezetett rekonstrukciója, Vavrinecz Mór tényleges Mátyás templomi működése csak 1893-ban, az újjáépítés befejezése után kezdődhetett meg. Emellett a Budavári Zeneiskolának igazgatója is volt, 1901-től megbízott, 1902-től pedig kinevezett tanárként a Nemzeti Zenede zeneelmélet, összhangzattan tanára lett. Zenei tárgyú írásai, zenekritikái különböző folyóiratokban (Fővárosi Lapok, Zeneirodalmi Szemle) jelentek meg.
Egyházi és világi jelentősebb művei operái, melyekkel inkább külföldön aratott sikert, kamarazenei kompozíciói itthon is ismertek voltak, magyar, német és cseh nyelven írt dalait rendszeresen előadták, de a komolyzenei műfajokon kívül Táncos Pali álnéven még táncokat is írt. Egyházzenei műveinek gerincét nyolc miséje képezi, ezek közül öthöz zenekari kíséretet is írt, háromhoz csak orgonakíséret társul. Miséi is nemzetközi sikert arattak.  Legismertebb egyházi műve az F-dúr Missa pastoralis, a Karácsonyi mise. Requiem-jét barátjának, Anton Kouklnak, egyik fiatalkori operája (Svitava) szövegírójának halála alkalmából vetette papírra. További nagyobb egyházzenei művei: Stabat Mater, Christus-oratóriuma és két Te Deuma.
Zenei stílusán a német romantika és részben a cseh zene hatása is érezhető, Smetanához személyes kapcsolat is fűzte.
Vavrinecz Mór fiatalon, 55 éves korában hunyt el súlyos betegségben.

## Művei (válogatás)
Szerzői hagyatéka az Országos Széchényi Könyvtár zenei osztályán, egyes művének kézirata és másolata a Mátyás-templom kottatárában található. Egyházi művei közül csak kevés jelent meg nyomtatásban, több művét pedig saját kiadásában adta ki, kiadói: Schuberth, Lipcse, valamint Budapesten Táborszky Nándor zeneműkiadója és a Rózsavölgyi és Társa Kiadó voltak.
Műveit fia, Vavrinecz Gábor 1940-ben foglalta rendszerbe, számos műve az ő másolatában ismert.

### Operák
- Ratcliff  (1895, Prága)
- Rosamunda (1895, Frankfurt a. M.)
- Éva (Madách Imre Az ember tragédiája nyomán, 1887-91, nem került előadásra)

### Egyházi művek
- Stabat Mater (1886)
- Requiem
- Krisztus – oratórium
- 8 mise

### Zenekari művek
- D-dúr szimfónia
- Hero és Leander – szimfonikus költemény
- Kassandra – szimfonikus költemény
- Diana vadászata – szimfonikus költemény
- Enoch Arden – szimfonikus költemény
- Bacchus ünnepe – szimfonikus költemény
- Medea halála – szimfonikus költemény
- Az abidosi menyasszony – nyitány (1888, Budapesti Filharmonikusok)

### Könyvek
- Az énektan elmélete (1903, Budapest)
- A zeneelmélet alapelemei - (tankönyv, 1909)
- Bevezetés a gyakorlati összhangzattanba  (szerzői kiadás, Győr)